# Attingal
Attingal är en ort i Indien.   Den ligger i distriktet Thiruvananthapuram och delstaten Kerala, i den södra delen av landet, 2 200 km söder om huvudstaden New Delhi. Attingal ligger 31 meter över havet och antalet invånare är 36 595.
Terrängen runt Attingal är platt. Runt Attingal är det mycket tätbefolkat, med 3 134 invånare per kvadratkilometer. Närmaste större samhälle är Varkala, 11,7 km väster om Attingal. Omgivningarna runt Attingal är en mosaik av jordbruksmark och naturlig växtlighet.